# Гренджа-Донский, Василий Степанович
Василий Степанович Гренджа-Донский (укр. Василь Степанович Ґренджа-Донський, 24 апреля 1897, Волово — 25 ноября 1974, Братислава) — украинский поэт, прозаик, драматург, публицист, переводчик, общественно-культурный и политический деятель, один из создателей Карпатской Украины, редактор ежедневной газеты Карпатской Украины «Новая свобода», соредактор журнала «Русинъ».

## Биография
Родился 24 апреля 1897 года на Закарпатье в Воловом.
По окончании народной школы в Воловом, Василий Гренджа не смог продолжить обучение, поскольку его отец простудился на лесозаготовительных работах и с тех пор всю жизнь тяжело болел, поэтому на обучение сына денег не было. Ещё подростком Василий работал помощником сельского дьяка.
В 1912 году стал работать почтальоном, получая взамен питание и жильё в кладовке конторы.
В свободное от работы время занимался самообразованием и сдал экзамены за полный курс тогдашней школы, изучил венгерский язык.
В 1915 году призван в армию, вскоре тяжело ранен на фронте Первой мировой войны, лечился в Будапеште, снова воевал, в звании офицера участвовал в Венгерской революции. Во время лечения, самостоятельно обучаясь, сдал экзамены за два курса Торговой академии, а после войны — и за третий, последний.
В 1921 году вернулся в Закарпатье. С тех пор начал литературную деятельность. Писал и издавал собственные произведения и редактировал журнал «Наша Земля» (1927—1928), который был первым на Закарпатье украинским литературно-общественным органом просоветской направленности. В нём печатались произведения советских писателей, в том числе из Советской Украины, статьи о жизни и культурном развитии страны.
В довоенный период писал как на украинском языке, так и с использованием русинского правописания, после войны — литературным украинским языком (в том числе отредактировал ряд старых произведений, чтобы приблизить их к литературной норме).
Его сборник стихов «Цветы тернов», вышедший в 1923 году, был первой в крае книгой светского автора, написанной украинским литературным языком, а второй сборник — «Шляхом терновым» («Тернистым путём», 1924) — первой книгой, опубликованной украинским фонетическим правописанием. Как фольклорист, записал текст песни «Пливе кача по Тисині», но не является её автором.
Затем вышли и новые книги: сборник стихов «Золотые ключи» (1923), «Терновые цветы лугов» (1928), «Тебе, родной край» (1936), «Сборник рассказов из карпатских долин» (1926), «Покрыло туманом поющие реки …» (1928), историческая поэма «Красная скала» (1930), историческая повесть «Илья Липей — карпатский разбойник» и др.
Всю жизнь, за исключением короткого периода Карпатской Украины, работал финансистом — сначала в Будапеште, затем в Ужгороде в Подкарпатском банке, где работал до осени 1938 года.
С осени 1938 года до 16 марта 1939 года был деятелем Карпатской Украины, редактором «Правительственного Вестника Правительства Карпатской Украины». Редактировал печатный орган Украинского национального объединения газету «Нова свобода».
Его дочь Алиса Гренджа-Донская в короткий период независимости Карпатской Украины была медсестрой, ухаживала за ранеными. Событиям, связанным с развитием Карпатской Украины, посвятил книгу воспоминаний «Счастье и горе Карпатской Украины. Дневник. Воспоминания».
После оккупации области Венгрией несколько месяцев находился в тюрьме и концлагерях, где подвергался пыткам.
7 августа 1939 года бежал в Братиславу (Словакия), где работал бухгалтером. Также вёл украиноязычную передачу на словацком радио. После вступления советских войск в Словакию стал членом коммунистической партии.
Полное издание произведений В. Гренджи-Донского в 12-ти томах издала в США его дочь Алиса.
Василий Гренджа-Донский — автор сборников стихов, исторических драм, повестей, мемуаров.
Умер 25 ноября 1974 года в Братиславе.